# Семон (Изер)
Семон (фр. Semons) — коммуна во Франции, находится в регионе Рона — Альпы. Департамент коммуны — Изер. Входит в состав кантона Кот-Сент-Андре. Округ коммуны — Вьенн.
Код INSEE коммуны — 38479. Население коммуны на 1999 год составляло 291 человек. Населённый пункт находится на высоте от 388 до 564 метров над уровнем моря. Муниципалитет расположен на расстоянии около 440 км юго-восточнее Парижа, 50 км юго-восточнее Лиона, 50 км северо-западнее Гренобля. Мэр коммуны — Denis Janin-Brusson, мандат действует на протяжении 2001—2008 гг.
Динамика населения (INSEE):